# Hartmut Paeffgen
Hartmut Paeffgen (* 1942 in Heidelberg; † 16. Mai 2006 in Spanien) war ein deutscher Journalist.

## Leben
Paeffgen studierte an der Universität Stuttgart. Seine erste Stelle führte ihn zur Schwäbischen Zeitung in Leutkirch, anschließend zum Bonner Generalanzeiger. 1979 wechselte er als Chef vom Dienst zu den Stuttgarter Nachrichten in Stuttgart. 2004 ging er in den Ruhestand.
Er war langjähriger publizistischer Berater kirchlicher Gremien, wie von 1988 bis 1996 des Zentralkomitee der deutschen Katholiken (ZdK). Er gehörte unter anderem dem Kuratorium der Akademie der Diözese Rottenburg-Stuttgart und dem Trägerverein des in München ansässigen katholischen Institutes zur Förderung des publizistischen Nachwuchses (ifp) an. 
Paeffgen war 1990 Initiator der der Hilfsaktion der Stuttgarter Nachrichten Russland, wir helfen! unter der Schirmherrschaft des Friedenspreisträgers Lew Kopelew, bei der über drei Millionen Mark für die Hungersnot im damaligen Leningrad gesammelt wurden.
Er war seit 1990 Ehrenmitglied der AV Alania Stuttgart im CV.
Er starb im Urlaub an den Folgen einer Herzoperation aus dem Jahre 2004.
| Personendaten    | Personendaten        |
| ---------------- | -------------------- |
| NAME             | Paeffgen, Hartmut    |
| KURZBESCHREIBUNG | deutscher Journalist |
| GEBURTSDATUM     | 1942                 |
| GEBURTSORT       | Heidelberg           |
| STERBEDATUM      | 16. Mai 2006         |
| STERBEORT        | Spanien              |